# Casa Dolors Guardiola
La Casa Dolors Guardiola és un edifici del municipi de Figueres (Alt Empordà) que forma part de l'Inventari del Patrimoni Arquitectònic de Catalunya.

## Descripció
Edifici situat al costat de la plaça de l'Ajuntament, en ple centre històric de la ciutat. És un edifici de planta baixa, dos pisos i altell, amb planta rectangular estreta i allargada. La planta baixa, està destinada a ús comercial, i ha estat molt modificada. La façana és estreta amb obertura d'arc escarser a la planta baixa, balcó sostingut per mènsules al primer pis, balcó més petit en el segon i finestra a l'altell.